# Gloria Ugarte
Gloria Ugarte (Buenos Aires, Argentina, 1925 - ibídem, 2 de junio de 1995) fue una actriz argentina de larga trayectoria en cine, teatro y televisión. Estuvo casada con los actores Fabio Zerpa y Mario Faig.

## Carrera profesional
Nacida bajo el nombre de Herminia Iris Roba, desde muy joven se sintió atraída por el arte. Desde la década de 1940 hasta principios de la de 1960 tuvo principalmente papeles de vampiresa y su único trabajo protagónico en cine fue en la película Alta política dirigida en 1957 por Raúl Geynal que no llegó a estrenarse comercialmente. Actuó mucho en teatro encabezando rubro con Fabio Zerpa. Se recuerdan sus actuaciones en 1951 en La tía de Carlos, de Brandon Thomas, dirigida por Enrique Santos Discépolo en el Teatro Casino, la de 1963 en Esta noche o nunca y en Los muchachos de antes no usaban gomina, ambas en el Teatro Montevideo. y en 1965 en El proceso de Mary Duggan, con dirección de Daniel Tinayre en el Teatro Cómico.
En televisión trabajó en muchos ciclos a lo largo de casi 30 años. Alejada de los medios por un tiempo durante la década de 1970' colaboró en tratamientos capilares.
La actriz Gloria Ugarte falleció el viernes 2 de junio de 1995 víctima de una larga enfermedad a los 70 años de edad. Sus restos descansan en el Panteón de la Asociación Argentina de Actores del Cementerio de la Chacarita.

## Filmografía
Actriz
- Años rebeldes   (1996)
- Chiquilines    (1991)
- Amante para dos    (1981)
- Las mujeres son cosa de guapos    (1981)
- Custodio de señoras    (1979)
- Jacinta Pichimahuida se enamora   (1977)
- Ché OVNI    (1968)
- La casa de Madame Lulú (1968)
- Humo de marihuana    (1968)
- Del cuplé al tango   (1959)
- Alta política    (1957)
- Maridos modernos   (1948)
- Un marido ideal   (1947)
- El que recibe las bofetadas (1947)

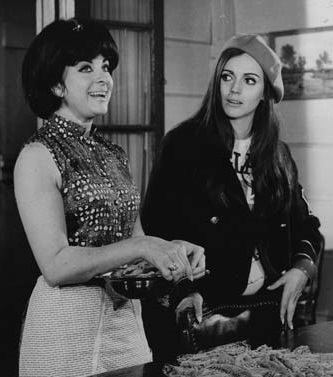
Gloria Ugarte junto a Marcela López Rey (1941-) en Ché OVNI (1968)

- Soy un infeliz   (1946)
- Pájaros sin nido    (1940)

## Televisión
- La cuñada    (1987) Serie .... Contramano
- Tal como somos    (1984) Serie
- Sola    (1983) Serie .... Brigida
- El inglés de los güesos    (1975) (TV)
- Los bulbos    (1974) Miniserie
- Teatro de humor (1974)
- Alguien como usted    (1973) Serie
- Alguien como vos    (1973) Serie
- Alta comedia (1971).
- Estación Retiro (1971) Serie
- Ciclo Myriam de Urquijo    (1969) Serie
- Su comedia favorita    (1965) Serie
- Tu triste mentira de amor    (1964) Serie .... (1964)
- Dos a quererse    (1963) Serie.... Anabella
- Señoritas alumnas    (1962) Serie
- El anticuario    (1961) (TV)
- Ciclo de Teatro Argentino (1961/1962)

## Teatro
- Ocho mujeres (1976).
- El proceso de Mary Duggan (1965).
- Esta noche o nunca (1963).
- Los muchachos de antes no usaban gomina (1954).
- Mundo, demonios y mujeres (1953).
- Este gajo es de mi flor (1953).
- La tía de Carlos (1951), de Brandon Thomas, dirigida por Enrique Santos Discépolo en el Teatro Casino. Con la Compañía de Pablo Palitos.